# Stisted
Stisted – wieś w Anglii, w hrabstwie Essex, w dystrykcie Braintree. Leży 20 km na północny wschód od miasta Chelmsford i 67 km na północny wschód od Londynu.